# Morti nel 2023/Settembre
| Questa pagina contiene informazioni ricavate automaticamente dalle voci biografiche con l'ausilio del template Bio e di un bot. L'aggiornamento è periodico e automatico e ricostruisce completamente la pagina. Se manca una persona in questa lista, sei pregato di non aggiungerla, ma accertati piuttosto che la sua voce biografica contenga il template Bio e che i dati anagrafici siano correttamente compilati. Se il template Bio manca, inseriscilo tu stesso o, in alternativa, metti l'avviso {{tmp\|Bio}} che ne segnala la mancanza. Se i dati riportati sono sbagliati, correggi direttamente la voce biografica; le modifiche saranno visibili in questa lista entro pochi giorni. Per chiarimenti vedi il progetto biografie. La lista contiene solo le 184 persone che sono citate nell'enciclopedia e per le quali è stato implementato correttamente il template Bio. Pagina aggiornata al 26 lug 2025. |

- 1º settembre - Jimmy Buffett, cantautore, musicista e scrittore statunitense (n. 1946)
- 1º settembre - Luca Canfora, costumista italiano (n. 1972)
- 1º settembre - Giorgio Patrizi, critico letterario e storico della letteratura italiano (n. 1949)
- 1º settembre - Bill Richardson, diplomatico e politico statunitense (n. 1947)
- 1º settembre - Theodor Schober, cestista e allenatore di pallacanestro tedesco (n. 1928)
- 1º settembre - Ludovic Vaty, cestista francese (n. 1988)
- 2 settembre - Charlie Bowerman, cestista statunitense (n. 1939)
- 2 settembre - Giuseppe Ghiberti, presbitero, teologo e biblista italiano (n. 1934)
- 2 settembre - Salif Keïta, calciatore maliano (n. 1946)
- 2 settembre - Michele Miraglia, politico italiano (n. 1935)
- 2 settembre - Ilija Mitić, calciatore jugoslavo (n. 1940)
- 2 settembre - Shannon Wilcox, attrice statunitense (n. 1943)
- 3 settembre - José Gregori, politico e avvocato brasiliano (n. 1930)
- 3 settembre - Gilberto Hernández, calciatore panamense (n. 1997)
- 3 settembre - Heath Streak, crickettista zimbabwese (n. 1974)
- 3 settembre - Tracy 168, writer statunitense (n. 1958)
- 3 settembre - John F. Turner, architetto e urbanista britannico (n. 1927)
- 4 settembre - Guðbergur Bergsson, scrittore e poeta islandese (n. 1932)
- 4 settembre - Edith Grossman, traduttrice statunitense (n. 1936)
- 4 settembre - Steve Harwell, cantante e musicista statunitense (n. 1967)
- 4 settembre - Michael Molloy, maratoneta irlandese (n. 1938)
- 4 settembre - Ferid Murad, medico e farmacologo statunitense (n. 1936)
- 4 settembre - Hassan Rahnavardi, sollevatore iraniano (n. 1927)
- 4 settembre - Jurate Rosales, giornalista venezuelana (n. 1929)
- 4 settembre - Anton Tus, generale croato (n. 1931)
- 4 settembre - Gary Wright, cantante, tastierista e attore statunitense (n. 1943)
- 5 settembre - Al'bert Azarjan, ginnasta sovietico (n. 1929)
- 5 settembre - María Teresa Campos, giornalista, conduttrice televisiva e conduttrice radiofonica spagnola (n. 1941)
- 5 settembre - Frane Nonković, pallanuotista jugoslavo (n. 1939)
- 6 settembre - Raymond Ackerman, imprenditore sudafricano (n. 1931)
- 6 settembre - Adnan Al-Kaissie, wrestler iracheno (n. 1939)
- 6 settembre - Marc Bohan, stilista francese (n. 1926)
- 6 settembre - Richard Davis, contrabbassista statunitense (n. 1930)
- 6 settembre - Alberto Ginulfi, calciatore italiano (n. 1941)
- 6 settembre - Lucrecia Hernández Mack, medico e politica guatemalteca (n. 1973)
- 6 settembre - Felipe Garín Llombart, storico dell'arte e museologo spagnolo (n. 1943)
- 6 settembre - Giuliano Montaldo, regista, sceneggiatore e attore italiano (n. 1930)
- 6 settembre - Steve Roden, musicista e artista statunitense (n. 1964)
- 6 settembre - Whitey Von Nieda, cestista e allenatore di pallacanestro statunitense (n. 1922)
- 7 settembre - Armando Felipe Simões de Carvalho, cestista brasiliano (n. 1946)
- 7 settembre - Charles Gayle, musicista, polistrumentista e docente statunitense (n. 1939)
- 7 settembre - Johnny Mathis, cestista e allenatore di pallacanestro statunitense (n. 1943)
- 7 settembre - Guido Rhodio, politico italiano (n. 1935)
- 7 settembre - Margherita Rinaldi, soprano italiano (n. 1935)
- 7 settembre - Helga von Brauchitsch, fotografa tedesca (n. 1936)
- 8 settembre - Giustino Farnedi, abate, storico e archivista italiano (n. 1939)
- 8 settembre - Jacques Julliard, storico e saggista francese (n. 1933)
- 8 settembre - Mylon LeFevre, cantante e chitarrista statunitense (n. 1944)
- 8 settembre - Lisa Lyon, modella, attrice e culturista statunitense (n. 1953)
- 8 settembre - Buichi Terasawa, fumettista giapponese (n. 1955)
- 8 settembre - Tuanku Najihah, sovrana malese (n. 1923)
- 9 settembre - Mangosuthu Buthelezi, politico e attivista sudafricano (n. 1928)
- 9 settembre - Domenico De Masi, sociologo italiano (n. 1938)
- 9 settembre - Max Simeoni, politico francese (n. 1929)
- 9 settembre - Rainer Troppa, calciatore tedesco orientale (n. 1958)
- 10 settembre - Ettore Abbiati, rugbista a 15 italiano (n. 1946)
- 10 settembre - Hernán Carrasco Vivanco, allenatore di calcio cileno (n. 1923)
- 10 settembre - Brendan Croker, cantautore, chitarrista e compositore britannico (n. 1953)
- 10 settembre - Andrée Hermet, cestista francese (n. 1933)
- 10 settembre - Alberto Petrucciani, bibliotecario italiano (n. 1956)
- 10 settembre - Hans Plenk, slittinista tedesco occidentale (n. 1938)
- 10 settembre - Giuseppe Salerno, calciatore e allenatore di calcio italiano (n. 1930)
- 10 settembre - Pierre Trần Thanh Chung, vescovo cattolico vietnamita (n. 1927)
- 10 settembre - Ian Wilmut, biologo britannico (n. 1944)
- 11 settembre - Nikky Blond, attrice pornografica ungherese (n. 1981)
- 11 settembre - Giuseppe Centore, presbitero e scrittore italiano (n. 1932)
- 11 settembre - Giovanni Gambardella, imprenditore e dirigente d'azienda italiano (n. 1935)
- 11 settembre - Guri Holm, sciatrice alpina norvegese (n. 1937)
- 11 settembre - Endel Tulving, psicologo e neuroscienziato estone (n. 1927)
- 11 settembre - Maria Luisa Vincenzoni, giornalista italiana (n. 1956)
- 11 settembre - John F. Wippel, presbitero statunitense (n. 1933)
- 12 settembre - Benedetto Capizzi, mafioso italiano (n. 1944)
- 12 settembre - Román Chalbaud, drammaturgo e regista venezuelano (n. 1931)
- 12 settembre - Dominique Colonna, calciatore e allenatore di calcio francese (n. 1928)
- 12 settembre - Brandon Hunter, cestista statunitense (n. 1980)
- 12 settembre - Esmeralda Mallada, astronoma e docente uruguaiana (n. 1937)
- 12 settembre - Mike Williams, giocatore di football americano statunitense (n. 1987)
- 13 settembre - Renato Calligaro, vignettista e fumettista italiano (n. 1928)
- 13 settembre - Bill Smith, cestista statunitense (n. 1939)
- 13 settembre - Mircea Snegur, politico moldavo (n. 1940)
- 13 settembre - Roger Whittaker, cantautore, musicista e chitarrista britannico (n. 1936)
- 14 settembre - Liliana Albertini, politica italiana (n. 1946)
- 14 settembre - Franco Brocani, regista e sceneggiatore italiano (n. 1938)
- 14 settembre - Carlo De Simone, linguista italiano (n. 1932)
- 14 settembre - Salvatore Distefano, politico italiano (n. 1933)
- 14 settembre - Bjarni Felixson, calciatore, giornalista e telecronista sportivo islandese (n. 1936)
- 14 settembre - Luca Giustolisi, pallanuotista, allenatore di pallanuoto e dirigente sportivo italiano (n. 1970)
- 14 settembre - Kim Il-chol, generale e politico nordcoreano (n. 1933)
- 14 settembre - Ottavio Lurati, linguista e filologo svizzero (n. 1938)
- 14 settembre - Joseph Massino, mafioso statunitense (n. 1943)
- 14 settembre - Michael McGrath, attore e cantante statunitense (n. 1957)
- 14 settembre - Roy Roper, rugbista a 15 neozelandese (n. 1923)
- 15 settembre - Fernando Botero, pittore, scultore e disegnatore colombiano (n. 1932)
- 15 settembre - Hana Jarošová, cestista cecoslovacca (n. 1949)
- 15 settembre - Robert A. Kraft, biblista e ebraista statunitense (n. 1934)
- 15 settembre - Franco Migliacci, paroliere, produttore discografico e attore italiano (n. 1930)
- 15 settembre - Christopher Miles, regista e sceneggiatore britannico (n. 1939)
- 15 settembre - Billy Miller, attore e imprenditore statunitense (n. 1979)
- 15 settembre - Giovanni Pirola, calciatore italiano (n. 1946)
- 15 settembre - Burhan Sargın, calciatore turco (n. 1929)
- 16 settembre - Ron Barassi, giocatore di football australiano australiano (n. 1936)
- 16 settembre - Federico Bucci, storico dell'architettura italiano (n. 1959)
- 16 settembre - Arild Hetleøen, calciatore norvegese (n. 1942)
- 16 settembre - Milo Hrnić, cantante e politico croato (n. 1946)
- 16 settembre - Fabrizio Jovine, attore italiano (n. 1939)
- 16 settembre - Gita Mehta, scrittrice e giornalista statunitense (n. 1943)
- 16 settembre - Colin Murphy, allenatore di calcio e calciatore inglese (n. 1950)
- 16 settembre - Pino Parini, pittore italiano (n. 1924)
- 16 settembre - Abdul Ati al-Obeidi, politico e diplomatico libico (n. 1939)
- 17 settembre - Aleksandr Chvan, regista sovietico (n. 1957)
- 18 settembre - Felice Farina, regista e sceneggiatore italiano (n. 1954)
- 18 settembre - Edward Ferry, canottiere statunitense (n. 1941)
- 18 settembre - Severino Lojodice, calciatore italiano (n. 1933)
- 18 settembre - Marinho Peres, allenatore di calcio e calciatore brasiliano (n. 1947)
- 18 settembre - Joe Matt, fumettista statunitense (n. 1963)
- 19 settembre - Serhij Baškyrov, calciatore ucraino (n. 1959)
- 19 settembre - Lou Deprijck, cantante, compositore e produttore discografico belga (n. 1946)
- 19 settembre - Egil Johansen, calciatore norvegese (n. 1962)
- 19 settembre - Hildegarde Neil, attrice sudafricana (n. 1939)
- 19 settembre - Gianni Vattimo, filosofo e politico italiano (n. 1936)
- 19 settembre - Slobodan Čendić, calciatore e allenatore di calcio jugoslavo (n. 1936)
- 20 settembre - Enzo Cavalli, triplista italiano (n. 1937)
- 20 settembre - Maddy Cusack, calciatrice inglese (n. 1995)
- 20 settembre - Camille Dimmer, calciatore e politico lussemburghese (n. 1939)
- 20 settembre - Ruth Fuchs, giavellottista e politica tedesca (n. 1946)
- 20 settembre - Arnold Midgley, sciatore alpino e dirigente sportivo canadese (n. 1935)
- 20 settembre - Phil Sellers, cestista statunitense (n. 1953)
- 20 settembre - Erwin Olaf, fotografo olandese (n. 1959)
- 21 settembre - Franco Dinelli, calciatore e allenatore di calcio italiano (n. 1937)
- 21 settembre - José Lemos Rodríguez, allenatore di calcio e calciatore spagnolo (n. 1962)
- 21 settembre - Alberto Magnaghi, architetto e urbanista italiano (n. 1941)
- 21 settembre - Odilon Polleunis, calciatore belga (n. 1943)
- 21 settembre - Luigi Rinaldi, politico italiano (n. 1938)
- 21 settembre - Jeremy Silman, scacchista statunitense (n. 1954)
- 21 settembre - Walewska de Oliveira, pallavolista brasiliana (n. 1979)
- 22 settembre - Bernardino Fabbian, calciatore italiano (n. 1950)
- 22 settembre - Evelyn Fox Keller, fisica statunitense (n. 1936)
- 22 settembre - Mike Henderson, cantautore e polistrumentista statunitense (n. 1953)
- 22 settembre - Giovanni Lodetti, calciatore italiano (n. 1942)
- 22 settembre - Américo Lopes, calciatore portoghese (n. 1933)
- 22 settembre - Giorgio Napolitano, politico italiano (n. 1925)
- 22 settembre - Joseph Novak, pedagogista statunitense (n. 1930)
- 22 settembre - Wallace B. Smith, predicatore e religioso statunitense (n. 1929)
- 22 settembre - Roberto Sturno, attore teatrale italiano (n. 1946)
- 23 settembre - Pietro Rossi, filosofo italiano (n. 1930)
- 23 settembre - Gino Zappetti, calciatore italiano (n. 1933)
- 24 settembre - Félix Ayo, violinista spagnolo (n. 1933)
- 24 settembre - Viktor Ivanovič Belenko, ingegnere e aviatore russo (n. 1947)
- 24 settembre - Tim Foley, giocatore di football americano statunitense (n. 1948)
- 24 settembre - Zvi Hecker, architetto israeliano (n. 1931)
- 25 settembre - Eugenio Calabi, matematico statunitense (n. 1923)
- 25 settembre - Evgenij Jasin, economista e politico russo (n. 1934)
- 25 settembre - Severino Lucini, canottiere italiano (n. 1929)
- 25 settembre - Zoleka Mandela, scrittrice e attivista sudafricana (n. 1980)
- 25 settembre - David McCallum, attore e cantante britannico (n. 1933)
- 25 settembre - Matteo Messina Denaro, mafioso italiano (n. 1962)
- 25 settembre - Luigi Minchillo, pugile italiano (n. 1955)
- 26 settembre - Vittoria Cesarini, velocista italiana (n. 1932)
- 26 settembre - Brooks Robinson, giocatore di baseball statunitense (n. 1937)
- 27 settembre - Jesús Aranzabal, ciclista su strada spagnolo (n. 1939)
- 27 settembre - Cristoforo di Schleswig-Holstein, nobile tedesco (n. 1949)
- 27 settembre - Jim Forrest, calciatore scozzese (n. 1944)
- 27 settembre - Michael Gambon, attore irlandese (n. 1940)
- 27 settembre - Slobodan Štambuk, vescovo cattolico croato (n. 1941)
- 27 settembre - Christine Terraillon, sciatrice alpina francese (n. 1943)
- 27 settembre - Ryūzō Yanagimachi, biologo giapponese (n. 1928)
- 28 settembre - J. Scott Armstrong, economista e statistico statunitense (n. 1937)
- 28 settembre - Ted Bachman, giocatore di football americano statunitense (n. 1952)
- 28 settembre - Ion Druta, poeta e drammaturgo moldavo (n. 1928)
- 28 settembre - Marcello Martone, rugbista a 15 italiano (n. 1924)
- 28 settembre - Ganira Pashayeva, politica e giornalista azera (n. 1975)
- 28 settembre - Gigi Pirarba, doppiatore e conduttore televisivo italiano (n. 1935)
- 28 settembre - Armando Sommajuolo, giornalista italiano (n. 1953)
- 28 settembre - Stephen Ackles, cantante e musicista norvegese (n. 1966)
- 28 settembre - Tullio Zitkowsky, scenografo italiano (n. 1936)
- 29 settembre - Maurizio Antonioli, storico italiano (n. 1945)
- 29 settembre - Dianne Feinstein, politica statunitense (n. 1933)
- 29 settembre - Jean Galle, cestista e allenatore di pallacanestro francese (n. 1936)
- 29 settembre - Franco Manescalchi, poeta, saggista e giornalista italiano (n. 1937)
- 29 settembre - Ketty Roselli, attrice e ballerina italiana (n. 1972)
- 30 settembre - Tommaso Accardo, attore e personaggio televisivo italiano (n. 1939)
- 30 settembre - Galip Haktanır, calciatore e allenatore di calcio turco (n. 1921)
- 30 settembre - Khaled Khalifa, scrittore e poeta siriano (n. 1964)
- 30 settembre - Veronika Varga, attrice ungherese (n. 1969)